# Aloe pulcherrima
Aloe pulcherrima är en grästrädsväxtart som beskrevs av Michael George Gilbert och Sebsebe Demissew. Aloe pulcherrima ingår i släktet Aloe och familjen grästrädsväxter. Inga underarter finns listade i Catalogue of Life.